# El Coco, Gutiérrez Zamora
El Coco är en ort i Mexiko.   Den ligger i kommunen Gutiérrez Zamora och delstaten Veracruz, i den sydöstra delen av landet, 240 km nordost om huvudstaden Mexico City. El Coco ligger 82 meter över havet och antalet invånare är 200.
Terrängen runt El Coco är huvudsakligen platt, men västerut är den kuperad. Runt El Coco är det tätbefolkat, med 331 invånare per kvadratkilometer. Närmaste större samhälle är Papantla de Olarte, 18,9 km väster om El Coco. Omgivningarna runt El Coco är en mosaik av jordbruksmark och naturlig växtlighet.